# Heartbreak (Make Me a Dancer)
Heartbreak (Make Me a Dancer) è un singolo del gruppo musicale dance britannico Freemasons inciso insieme a Sophie Ellis-Bextor.
La canzone è stata scritta da Sophie Ellis-Bextor, Richard Stannard, Russell Small e James Wiltshire e prodotta dagli stessi Stannard, Small e Wiltshire e il singolo è stato pubblicato dalle etichetta discografiche Fascionation e Loaded il 22 giugno 2009.
Ha ottenuto un discreto successo in Europa, ed è contenuto nell'album del gruppo Shakedown 2 e nel quarto album di inediti della cantante, Make a Scene.

## Tracce
UK Digital download #1
1. Heartbreak (Make Me A Dancer) (Radio Edit)

UK/US Digital download
1. Heartbreak (Make Me A Dancer) (Radio Edit)
2. Heartbreak (Make Me A Dancer) (Club Mix)
3. Heartbreak (Make Me A Dancer) (Dub Mix)
4. Heartbreak (Make Me A Dancer) (The Mac Project Remix)
5. Heartbreak (Make Me A Dancer) (The Bitrocka Club Mix)

iTunes exclusive
1. Heartbreak (Make Me A Dancer) (Radio Edit)
2. Heartbreak (Make Me A Dancer) (Club Mix)
3. Heartbreak (Make Me A Dancer) (Dub Mix)
4. Heartbreak (Make Me A Dancer) (The Mac Project Remix)
5. Heartbreak (Make Me A Dancer) (Bitrocka Club Mix)
6. Heartbreak (Make Me A Dancer) (Bitrocka Dub Mix)
7. Heartbreak (Make Me A Dancer) (Bitrocka Italo Mix)
8. Heartbreak (Make Me A Dancer) (Steve Mac Dub Mix)
9. Heartbreak (Make Me A Dancer) (Instrumental)

UK CD-Single
1. Heartbreak (Make Me A Dancer) (Radio Edit)
2. Heartbreak (Make Me A Dancer) (Club Mix)
3. Uninvited (Radio Edit)
4. When You Touch Me (Radio Edit)

European Maxi Single
1. Heartbreak (Make Me A Dancer) (Radio Edit)
2. Heartbreak (Make Me A Dancer) (Club Mix)
3. Heartbreak (Make Me A Dancer) (The Mac Project Remix)
4. Heartbreak (Make Me A Dancer) (The Bitrocka Club Mix)
5. Heartbreak (Make Me A Dancer) (The Bitrocka Italo Mix)
6. Heartbreak (Make Me A Dancer) (The Bitrocka Moving On Mix)

Australian Maxi Single
1. Heartbreak (Make Me A Dancer) (Radio Edit)
2. Heartbreak (Make Me A Dancer) (Club Mix)
3. Heartbreak (Make Me A Dancer) (The Mac Project Remix)
4. Heartbreak (Make Me A Dancer) (The Bitrocka Club Mix)
5. Heartbreak (Make Me A Dancer) (The Bitrocka Italo Mix)
6. Heartbreak (Make Me A Dancer) (Steve Mac Dub Mix)
7. Heartbreak (Make Me A Dancer) (Enhanced Video)

12" vinyl
1. Heartbreak (Make Me A Dancer) (Club Mix)
2. Heartbreak (Make Me A Dancer) (Radio Edit)
3. Heartbreak (Make Me A Dancer) (The Mac Project Remix)
4. Heartbreak (Make Me A Dancer) (The Bitrocka Club Mix)

UK 10-track Promo
1. Heartbreak (Make Me A Dancer) (Radio Edit)
2. Heartbreak (Make Me A Dancer) (Extended Mix)
3. Heartbreak (Make Me A Dancer) (Full Length Club Mix)
4. Heartbreak (Make Me A Dancer) (Dub Mix)
5. Heartbreak (Make Me A Dancer) (The Mac Project Remix)
6. Heartbreak (Make Me A Dancer) (Bitrocka Club Mix)
7. Heartbreak (Make Me A Dancer) (Bitrocka Dub Mix)
8. Heartbreak (Make Me A Dancer) (Bitrocka Italo Mix)
9. Heartbreak (Make Me A Dancer) (Steve Mac Dub Mix)
10. Heartbreak (Make Me A Dancer) (Instrumental)

Gaydar Radio exclusive
1. Heartbreak (Make Me A Dancer) (Gaydar Mix)

## Classifiche
| Classifiche       | Posizione raggiunta |
| ----------------- | ------------------- |
| Belgio (Vallonia) | 4                   |
| Regno Unito       | 13                  |
| Finlandia         | 19                  |
| Belgio (Fiandre)  | 33                  |
| Paesi Bassi       | 85                  |